# Монтегроссо-П'ян-Латте
Монтегроссо-П'ян-Латте, Монтеґроссо-П'ян-Латте (італ. Montegrosso Pian Latte) — муніципалітет в Італії, у регіоні Лігурія,  провінція Імперія.
Монтегроссо-П'ян-Латте розташоване на відстані близько 450 км на північний захід від Рима, 100 км на південний захід від Генуї, 27 км на північний захід від Імперії.
Населення — 116 осіб (2014).
Щорічний фестиваль відбувається 3 лютого. Покровитель — святий Власій.

## Демографія
Населення за роками:

Станом на 1 січня 2023 року в муніципалітеті офіційно проживали 2 іноземці з 2 країн, серед них 1 громадянин країн Євросоюзу.

## Сусідні муніципалітети
- Козіо-ді-Аррошія
- Мендатіка
- Моліні-ді-Трьора
- Порнассіо
- Реццо
- Тріора

## Міста-побратими
- Понтеве, Франція (2013)